# Cistus feredjensis
Cistus feredjensis är en solvändeväxtart som beskrevs av Battand.. Cistus feredjensis ingår i släktet Cistus och familjen solvändeväxter. Inga underarter finns listade i Catalogue of Life.